# Cuzaima ibne Cazim
Cuzaima ibne Cazim ibne Cuzaima Atamimi (m. 818/819) foi um poderoso militar do começo do Califado Abássida. O filho do distinto líder militar Cazim ibne Cuzaima, herdou a posição de privilégio e poder, e serviu cedo com altos ofícios estatais. Foi crucial para assegurar a ascensão de Harune Arraxide em 786, e foi uma figura influente através de seu reinado. Durante a guerra civil de 811–813 ele apoiou Alamim, mas finalmente desertou para o campo do irmão dele, Almamune, e desempenhou um papel decisivo na conclusão do cerco de Baguedade realizado pelas forças de Almamune.

## Vida
Cuzaima foi o filho de Cazim ibne Cuzaima, um árabe coraçane e apoiante precoce dos abássidas que desempenhou um papel instrumental na ascensão deles durante e após a Revolução Abássida. Através de Cazim, a família alcançou um local proeminente entre os Coraçanes (Khurasaniyya), os soldados árabes do Coração que vieram do oeste durante a revolução e formaram a principal base de poder do regime abássida precoce. Em sua juventude, Cuzaima participou na revolução ao lado de seu pai, e segundo Abu Hanifa de Dinavar foi nomeado governador do Tabaristão em 760. Após a morte de Cazim (a data é desconhecida, mas em algum momento após 765), sua posição e influência foram herdadas por Cuzaima. Cuzaima serviu como saíbe da xurta (chefe de polícia) de Baguedade sob o califa Almadi (r. 775–785).
Seu poder foi mostrado em 786, na morte de Alhadi (r. 785–786), quando foi instrumental para assegurar a ascensão do irmão mais novo de Alhadi, Harune Arraxide (r. 786–809), contra as reivindicações do filho do califa, Jafar. Pelo tempo de sua morte súbita em 14 de setembro, Alhadi estava planejando remover Harune da sucessão em favor de Jafar, mas ele ainda não havia feito isso. Assim, na noite da morte do califa, os apoiantes de Harune apressaram-se para aclamá-lo califa, enquanto outros deram um juramente de lealdade para Jafar. Embora Cuzaima foi um firme defensor de Alhadi, a decisão do califa de remover seu irmão Abedalá do posto de saíbe da xurta provavelmente alienou-o. Cuzaima relatadamente reuniu e armou 5 000 de seus seguidores, arrastou o jovem príncipe de sua cama e forçou-o a publicamente renunciar suas reivindicações em favor de Harune.
Tanto Cuzaima como seu irmão Abedalá gozaram de grande influência e ocuparam governos provinciais seniores sob Harune; a riqueza de Cuzaima foi tamanha que ele construiu um magnífico palácio em Baguedade. Cuzaima serviu como governador em Baçorá, bem como duas vezes como governador (osticano) da Armênia (uma grande província compreendendo a Transcaucásia inteira) a primeira vez por 14 meses em 786–787, e novamente por período desconhecido de tempo cerca de 804. Segundo as fontes árabes, seu primeiro mandato foi distinto por seu governo ressoante, mas segundo fontes armênias ele lançou repetidas e sangrentas perseguições aos príncipes semiautônimos da Armênia e Ibéria, executando muitos deles (entre eles Archil da Caquécia).
Após a invasão cazar de 799 na Armênia, Cuzaima e Iázide ibne Maziade Axaibani foram encarregados com o confronto contra os cazares. Iázide liderou tropas contra os invasores cazares, enquanto Cuzaima permaneceu na reserva próximo de Nísibis. Em 808, quando Harune viajou para leste para lidar com a revolta de Rafi ibne Alaite no Coração, Cuzaima foi nomeado como guardião e tutor do terceiro filho de Harune, Alcacim, que era governador da zona fronteiriça com o Império Bizantino. Pelo fim do reinado de Harune, ele também serviu como saíbe da xurta do califa.
Após a morte de Harune e a ascensão ao trono de Alamim (r. 809–813), Cuzaima foi nomeado como representante de Alcacim na Jazira, e em 810, quando Alcacim foi reconvocado para Baguedade e colocado sob virtual prisão domiciliar, Cuzaima sucedeu-o como governador da Jazira e da fronteira bizantina. No período que antecedeu a guerra civil entre Alamim e seu meio-irmão Almamune (r. 813–833), nessa época herdeiro aparente e governador do Coração, Cuzaima esteve entre aqueles que aconselharam Alamim a evitar abertamente quebrar relações com Almamune ao removê-lo de sua linha sucessória. Por esta época, Cuzaima estava em idade muito avançada e quase cego. Como muitos dos Coraçanes e as elites abássidas tradicionais, ele e seus irmãos inicialmente apoiaram Alamim, que estava baseado em Baguedade, contra Almamune, que estava baseado no Coração. 
Após as vitórias das tropas de Almamune, contudo, Baguedade sofreu um cerco de um ano. A medida que o cerco progrediu, o apoio das elites para Alamim começou a vacilar, e em setembro de 813, Cuzaima foi contactado pelo general de Almamune, Tair ibne Huceine. As conversações foram frutíferas, e na noite de 21 de setembro, os serventes de Cuzaima cortaram a principal ponte sobre o rio Tigre ligando os quarteirões oriental e ocidental de Baguedade. A porção oriental rendeu-se no dia seguinte, enquanto as tropas de Tair atacaram e capturaram boa parte da cidade ocidental, resultando na fuga, captura e execução de Alamim pelos homens de Tair. Cuzaima permaneceu um personagem importante e envolveu-se nas políticas tumultuadas de Baguedade durante os anos seguintes, sendo um dos líderes da revolta de Baguedade contra o governador de Almamune, Haçane ibne Sal, em 816. Ele morreu em 818/819. Após sua morte, e com o fim da guerra civil e a ascensão de novas elites sob Almamune, sua família, como muitos dos Coraçanes, perderam seu antigo poder.